# Snob 2000
De Snob 2000 is een initiatief van de website Ondergewaardeerde Liedjes (sinds 2011) met zogeheten ondergewaardeerde dan wel alternatieve liedjes die niet in de Top 2000 van NPO Radio 2 staan. Ook hier kan door middel van een stemming via internet de lijst worden samengesteld die op 17 december wordt gepubliceerd. In 2024 was de stembus van 22 november tot en met 1 december geopend.
De keuzelijst is (onder andere) samengesteld uit ingezonden blogs bij Ondergewaardeerde Liedjes, de Ondergewaardeerde 30 (samengesteld door musici en DJ's) en lezerswensen. De Snob 2000 kent jaarlijks circa 500 nieuwe noteringen. Tevens wordt elke vrijdagavond om 22.00 uur het Snobuur via Pinguin Radio uitgezonden, waarin liedjes gedraaid worden die in de keuzelijst van de Snob 2000 zullen staan.

## Geschiedenis
In 2016 werd de Snob 2000 lijst integraal door radiostation KX Radio uitgezonden. Sinds 2017 wordt de lijst door online radiostation Pinguin Radio overdag van 7 tot 7 uur uitgezonden met uitzondering van 31 december, wanneer pas om middernacht afgesloten wordt. Er wordt op 18 december afgetrapt en de liedjes worden integraal gedraaid. Dit had het opmerkelijke gevolg dat in 2017 het nummer Dopesmoker van de Amerikaanse metalband Sleep een uur lang gedraaid werd.
Vanaf 2019 is het niet meer mogelijk om te stemmen op voormalige nummer 1-noteringen, om te voorkomen dat een nummer te lang op de bovenste plaats staat. Dit betekende dat er in 2019 niet meer gestemd kon worden op Exit Music (For a Film) van Radiohead (nummer 1 in 2016, 2017 en 2018) en Rebellion (Lies) van Arcade Fire (nummer 1 in 2014 en 2015). De eerdere nummer 1-noteringen, Jungleland van Bruce Springsteen (2012) en No One Knows van Queens of the Stone Age (2013) maakten eerder al de overstap naar de Top 2000, waardoor deze ook niet meer in aanmerking kwamen.

## De top 10
| Jaar / positie | 1                                              | 2                                        | 3                                              | 4                                              | 5                                              | 6                                                    | 7                                            | 8                                              | 9                                          | 10                                   |
| -------------- | ---------------------------------------------- | ---------------------------------------- | ---------------------------------------------- | ---------------------------------------------- | ---------------------------------------------- | ---------------------------------------------------- | -------------------------------------------- | ---------------------------------------------- | ------------------------------------------ | ------------------------------------ |
| 2012           | Bruce Springsteen Jungleland                   | R.E.M. Nightswimming                     | Rammstein Sonne                                | Massive Attack Teardrop                        | Arcade Fire Rebellion (Lies)                   | Queens of the Stone Age No One Knows                 | Eels Novocaine for the Soul                  | Guns N' Roses Welcome to the Jungle            | Iggy Pop The Passenger                     | Alice in Chains Would?               |
| 2013           | Queens of the Stone Age No One Knows           | Bruce Springsteen Jungleland             | The Smiths How Soon Is Now?                    | Iron Maiden The Number of the Beast            | Metallica The Unforgiven                       | Beastie Boys Sabotage                                | Rammstein Sonne                              | Massive Attack Teardrop                        | Alice in Chains Would?                     | R.E.M. Nightswimming                 |
| 2014           | Arcade Fire Rebellion (Lies)                   | Beastie Boys Sabotage                    | Radiohead Exit Music (For a Film)              | The Smiths How Soon Is Now?                    | Nick Cave and the Bad Seeds The Mercy Seat     | Arctic Monkeys I Bet You Look Good on the Dancefloor | The National Fake Empire                     | Alice in Chains Would?                         | The Smiths Bigmouth Strikes Again          | dEUS Instant Street                  |
| 2015           | Arcade Fire Rebellion (Lies)                   | Radiohead Exit Music (For a Film)        | The National Fake Empire                       | The Smiths Bigmouth Strikes Again              | Nick Cave & The Bad Seeds The Mercy Seat       | dEUS Instant Street                                  | Pixies Where Is My Mind?                     | Porcupine Tree Arriving Somewhere but Not Here | Nick Cave & The Bad Seeds Into My Arms     | Joy Division Atmosphere              |
| 2016           | Radiohead Exit Music (For a Film)              | Arcade Fire Rebellion (Lies)             | David Bowie Lazarus                            | The National Fake Empire                       | Porcupine Tree Arriving Somewhere but Not Here | Pixies Where Is My Mind?                             | David Bowie Blackstar                        | dEUS Instant Street                            | Heidevolk Saksenland                       | Band of Horses The Funeral           |
| 2017           | Radiohead Exit Music (For a Film)              | Arcade Fire Rebellion (Lies)             | The War on Drugs An Ocean In Between the Waves | The National Fake Empire                       | Porcupine Tree Arriving Somewhere but Not Here | The War on Drugs Thinking of a Place                 | dEUS Instant Street                          | Band of Horses The Funeral                     | Editors Munich                             | Muse New Born                        |
| 2018           | Radiohead Exit Music (For a Film)              | Arcade Fire Rebellion (Lies)             | Porcupine Tree Arriving Somewhere but Not Here | dEUS Instant Street                            | Nick Cave & The Bad Seeds Jubilee Street       | The War on Drugs An Ocean In Between the Waves       | The Gathering Strange Machines               | Arctic Monkeys 505                             | Slayer Raining Blood                       | The National Fake Empire             |
| 2019           | Porcupine Tree Arriving Somewhere but Not Here | dEUS Instant Street                      | Nick Cave & The Bad Seeds Jubilee Street       | The War on Drugs An Ocean In Between the Waves | Arctic Monkeys 505                             | Muse New Born                                        | The National Bloodbuzz Ohio                  | The Gathering Strange Machines                 | Band of Horses The Funeral                 | Slayer Raining Blood                 |
| 2020           | The War on Drugs An Ocean In Between the Waves | dEUS Instant Street                      | Nick Cave & The Bad Seeds Jubilee Street       | Arctic Monkeys 505                             | The National Bloodbuzz Ohio                    | Band of Horses The Funeral                           | Slayer Raining Blood                         | The Gathering Strange Machines                 | Neil Young & Crazy Horse Cortez the Killer | Pixies Where Is My Mind?             |
| 2021           | dEUS Instant Street                            | Nick Cave & The Bad Seeds Jubilee Street | Porcupine Tree Anesthetize                     | Band of Horses The Funeral                     | The National Bloodbuzz Ohio                    | Arctic Monkeys 505                                   | Neil Young & Crazy Horse Cortez the Killer   | The National Fake Empire                       | Metallica For Whom The Bell Tolls          | Radiohead Pyramid Song               |
| 2022           | Porcupine Tree Anesthetize                     | Nick Cave & The Bad Seeds Jubilee Street | Arctic Monkeys 505                             | Band of Horses The Funeral                     | The National Bloodbuzz Ohio                    | The Beatles Abbey Road Medley                        | Buffalo Tom Tailights Fade                   | The Sound Winning                              | Fontaines D.C. Boys in the Better Land     | Bettie Serveert Palomine             |
| 2023           | Nick Cave & The Bad Seeds Jubilee Street       | Buffalo Tom Tailights Fade               | The Sound Winning                              | Bettie Serveert Palomine                       | The National Bloodbuzz Ohio                    | The Beatles Abbey Road Medley                        | Steven Wilson The Raven That Refused To Sing | Band of Horses The Funeral                     | Johan Day Is Done                          | The National Fake Empire             |
| 2024           | The Sound Winning                              | Fontaines D.C. Boys in the Better Land   | Bettie Serveert Palomine                       | Nick Cave & The Bad Seeds The Mercy Seat       | Buffalo Tom Tailights Fade                     | The Beatles Abbey Road Medley                        | Fontaines D.C. In the Modern World           | Neil Young & Crazy Horse Cortez the Killer     | Johan Day Is Done                          | Echo & the Bunnymen The Killing Moon |